# Codex Tischendorfianus III

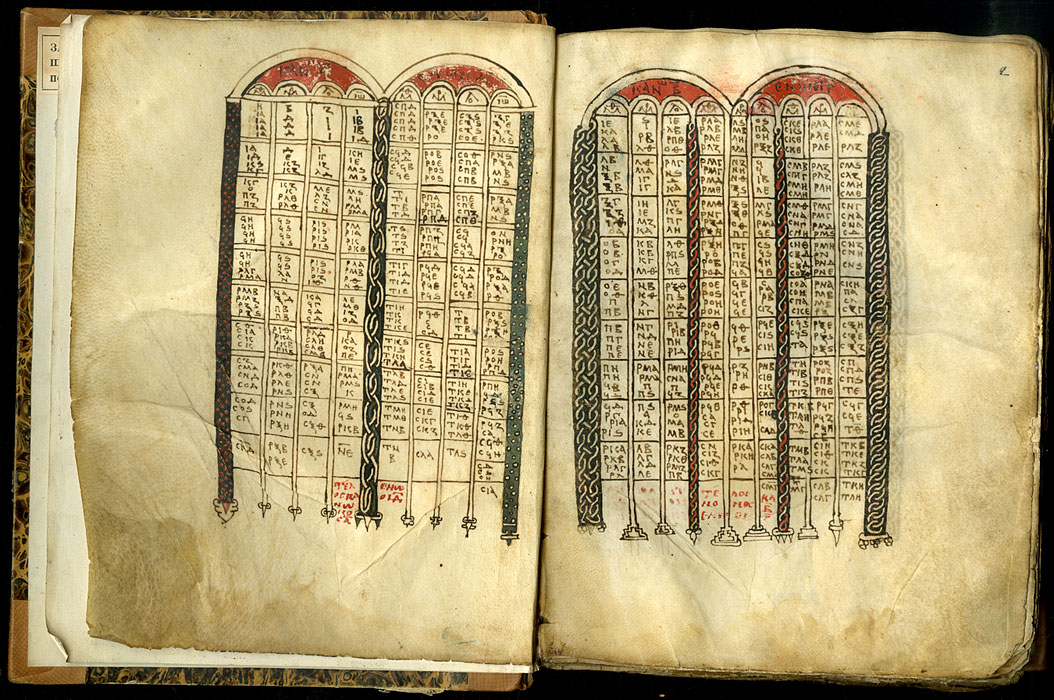
Codex Tischendorfianus III

El Codex Tischendorfianus III (Oxford, Biblioteca Bodleiana (Auctarium T. infr 1.1); Gregory-Aland no. Λ o 039; ε 77 (von Soden)) es un manuscrito uncial del siglo X. El códice contiene los cuatro Evangelios.

## Descripción
El códice consiste de un total de 157 folios de 21 x 16,5 cm. El texto está escrito en dos columnas por págin, con entre 23 líneas por columna.
El texto griego de este códice es una representación del tipo textual bizantino. Kurt Aland lo ubicó en la Categoría V.